# Wennington (London)
Wennington is een gebied in het Londense bestuurlijke gebied Havering, in de regio Groot-Londen. In 1861 telde het toen nog zelfstandige dorp 130 inwoners.